# Пайк Барни, Элис
Элис Пайк Барни, урожд. Элис Пайк (англ. Alice Pike Barney; 1857, Цинциннати — 1931, Лос-Анджелес) — американская художница.

## Жизнь и творчество
Элис была младшей дочерью промышленника-производителя виски (Magnolia Brand Whiskey) и мецената Сэмюэля Нафтали Пайка, построившего в Цинциннати Оперный театр Pike’s Opera House. В 1866 году семья Пайков переезжает в Нью-Йорк. Элис уже в детстве проявляла художественные таланты, а также способности к пению и игре на фортепиано. В 1874 году Элис обручается с великим путешественником и исследователем Африки Генри М. Стэнли, вскоре после этого отправившимся в своё второе африканское путешествие (1874—1877). Не дожидаясь своего жениха, Элис Пайк выходит замуж в Нью-Йорке за Альберта Клиффорда Барни, богатого наследника железнодорожного магната из Дейтона (Огайо).
В 1882 году семья Барни проводит лето в нью-йоркском Long Beach Hotel. Здесь Элис знакомится с писателем Оскаром Уайльдом, читавшим в это время лекции в США. Уайльд побудил её попробовать свои силы в живописи, несмотря на прохладное отношение к этому начинанию супруга. В 1887 году Элис приезжает в Париж, где в одном из интернатов воспитывались обе её дочери (руководила женским интернатом одна из известнейших феминисток Франции Мари Сувестр, дочь известного писателя Эмиля Сувестра). Здесь она поступает в Академию искусств Гранд-Шомьер, где изучает живопись под руководством Эмиля Огюста Каролюса-Дюрана и Клаудио Кастелучо. После того, как Дж. МакНейл Уистлер открывает свою Академию, Барни одна из первых записывается на его курсы; творчество Барни находилось под сильным влиянием Уистлера. В 1899 году Барни открывает в своём парижском доме литературный салон, который посещали такие деятели символистского искусства, как Люсьен Леви-Дюрмэ, Джон Уайт Александер и Эдмон Аман-Жан.
В 1900 году Элис Барни иллюстрирует поэтический сборник, написанный на французском языке, своей дочери Натали. Из четырёх портретированных для этого сборника женщин три, как оказалось впоследствии, находились в лесбийских отношениях с её дочерью (которые к тому же не скрывались). Узнав о случившемся скандале из статьи в газете Washington Post, в Париж поспешил муж и отец Альфред К. Барни, чтобы увезти жену и дочь в США, из самого центра позорного обсуждения в столице Франции. Вскоре после этого Альфред Барни перенёс инфаркт, от которого и скончался в 1902 году.
Примерно в это же время, при посредничестве своей второй дочери, Лоры, Элис Барни знакомится с основами бахаизма и в 1900 году принимает эту религию. В доме семьи Барни происходят религиозные собрания бахаистов. В 1903 году Элис пишет портрет бахаистского религиозного деятеля Мирзы Абул-Фадла, курировавшего их американскую ячейку. В начале 1905 художница вместе с Лаурой проводит месяц в резиденции Абдула-Баха в Акко и пишет за это время портрет сына губернатора города. В последующие годы Барни неоднократно организует в США выставки своих полотен и оказывает помощь начинающим художникам. В 1911 году, в возрасте 54-х лет, Элис выходит замуж за 23-летнего Кристиана Хеммика, что вызвало очередной скандал вокруг её имени. Брак этот длился 9 лет.

## Галерея

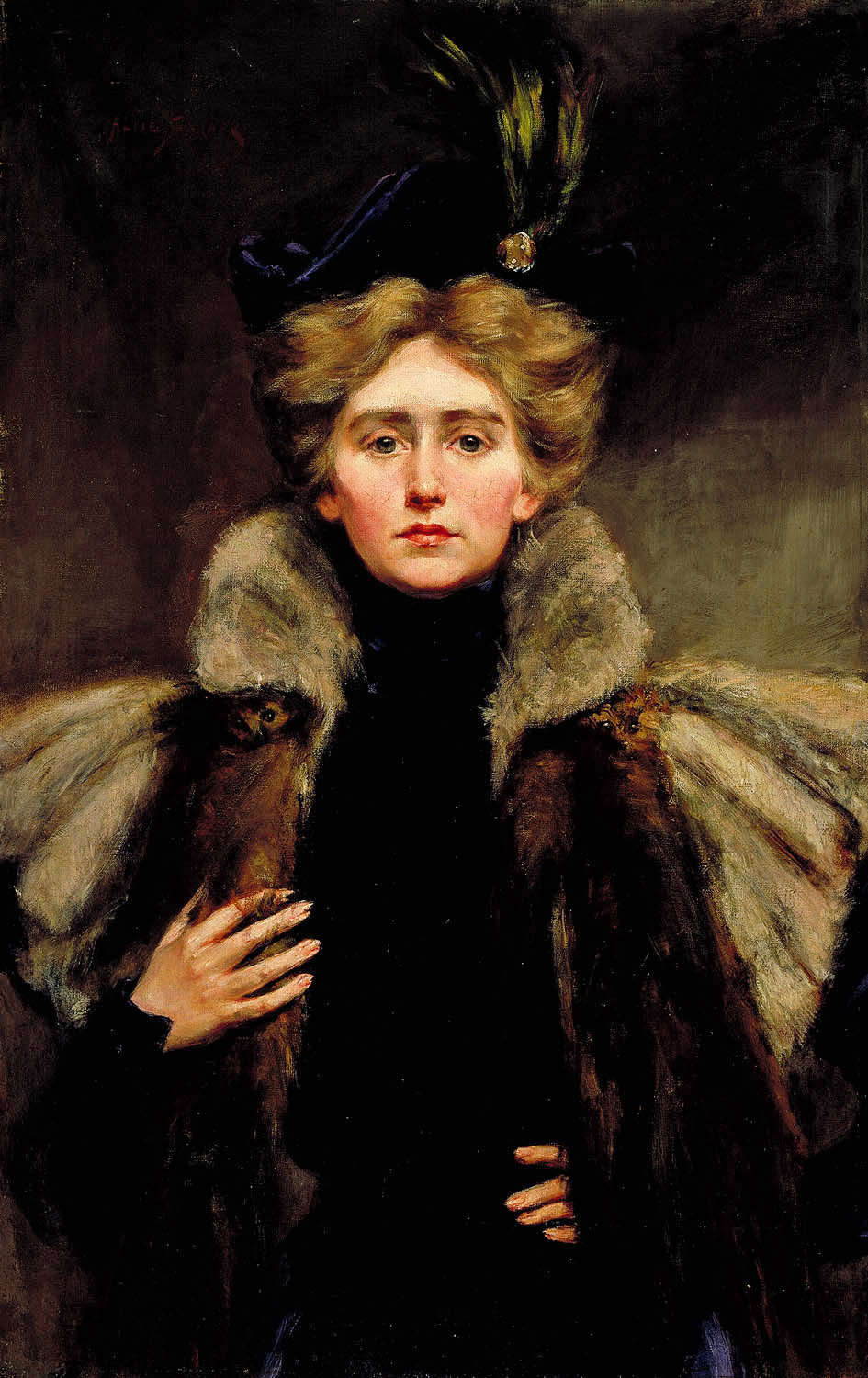
Портрет Натали Клиффорд Барни (1896)
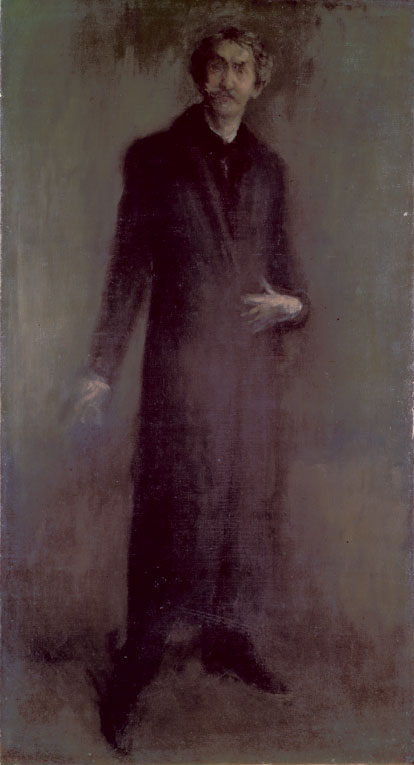
Портрет Джеймса МакНейла Уистлера (1898)
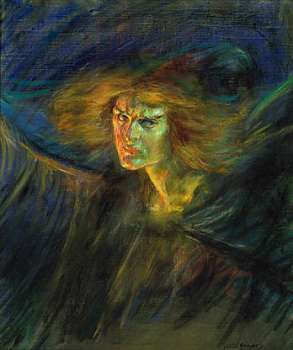
Лаура Клиффорд Барни как Люцифер (1902)
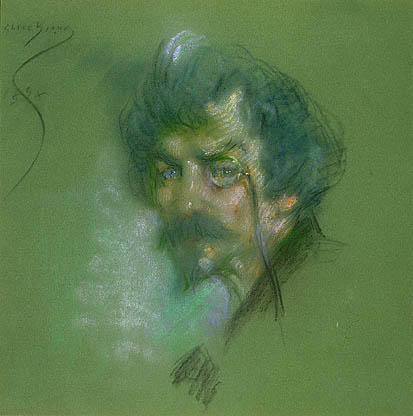
Портрет Дж. М. Уистлера (1898)
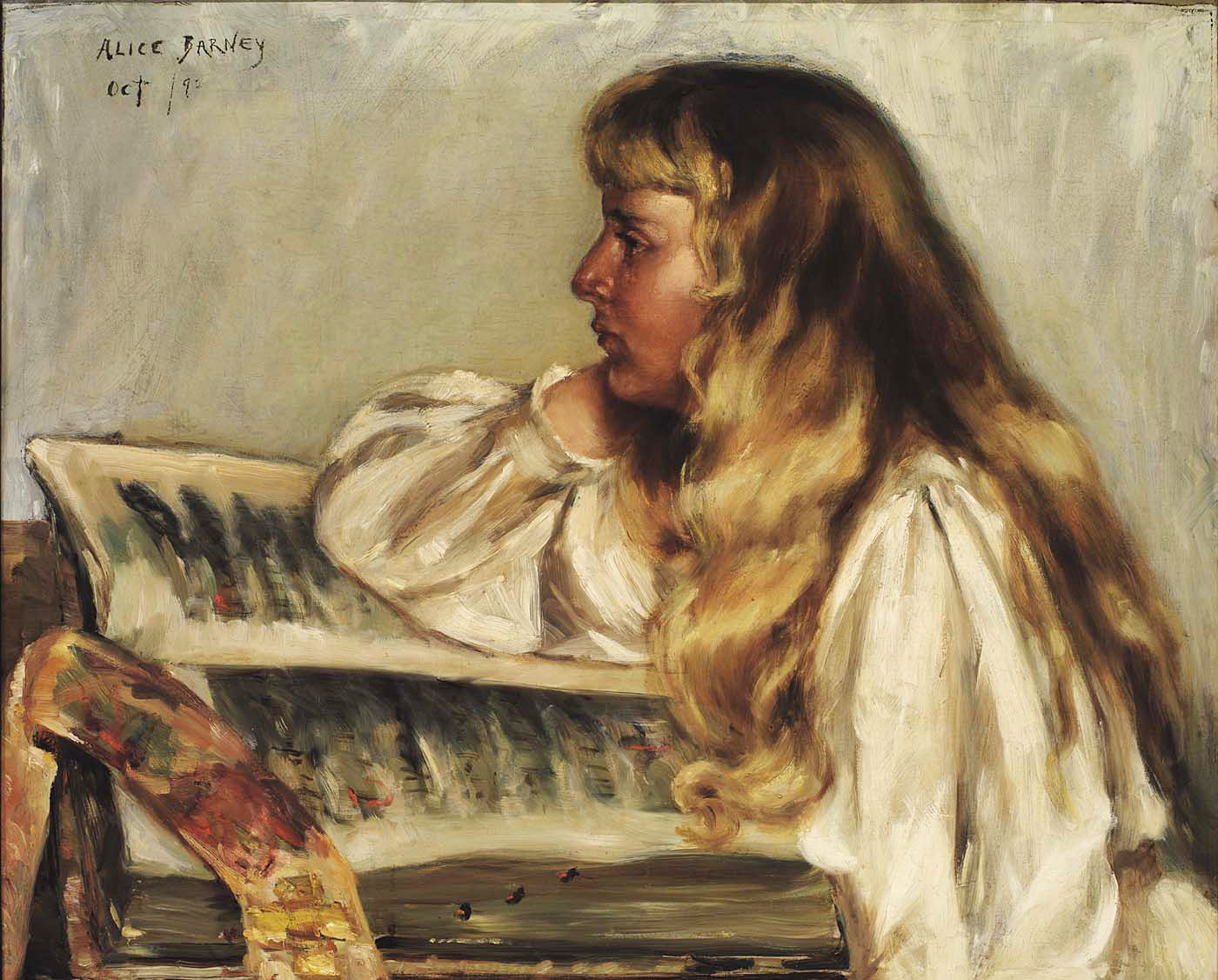
Натали и ноты (1890)
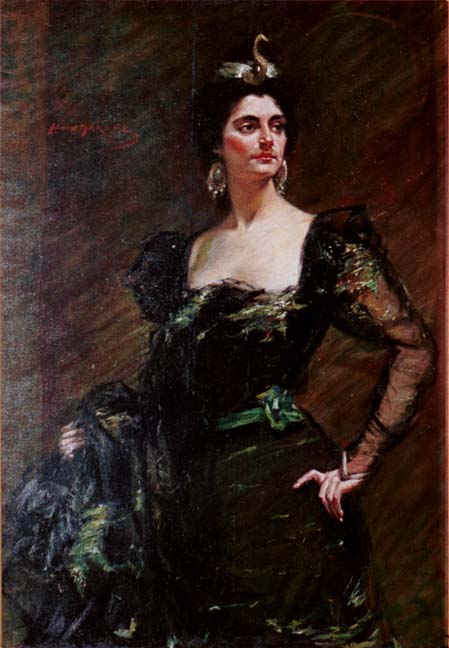
Автопортрет
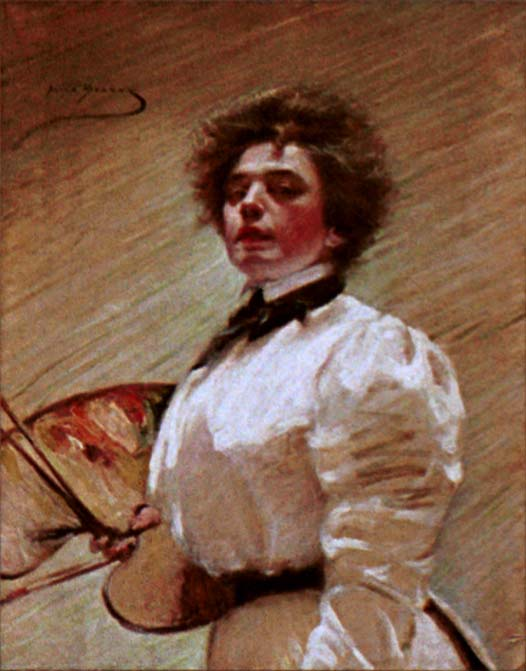
Автопортрет
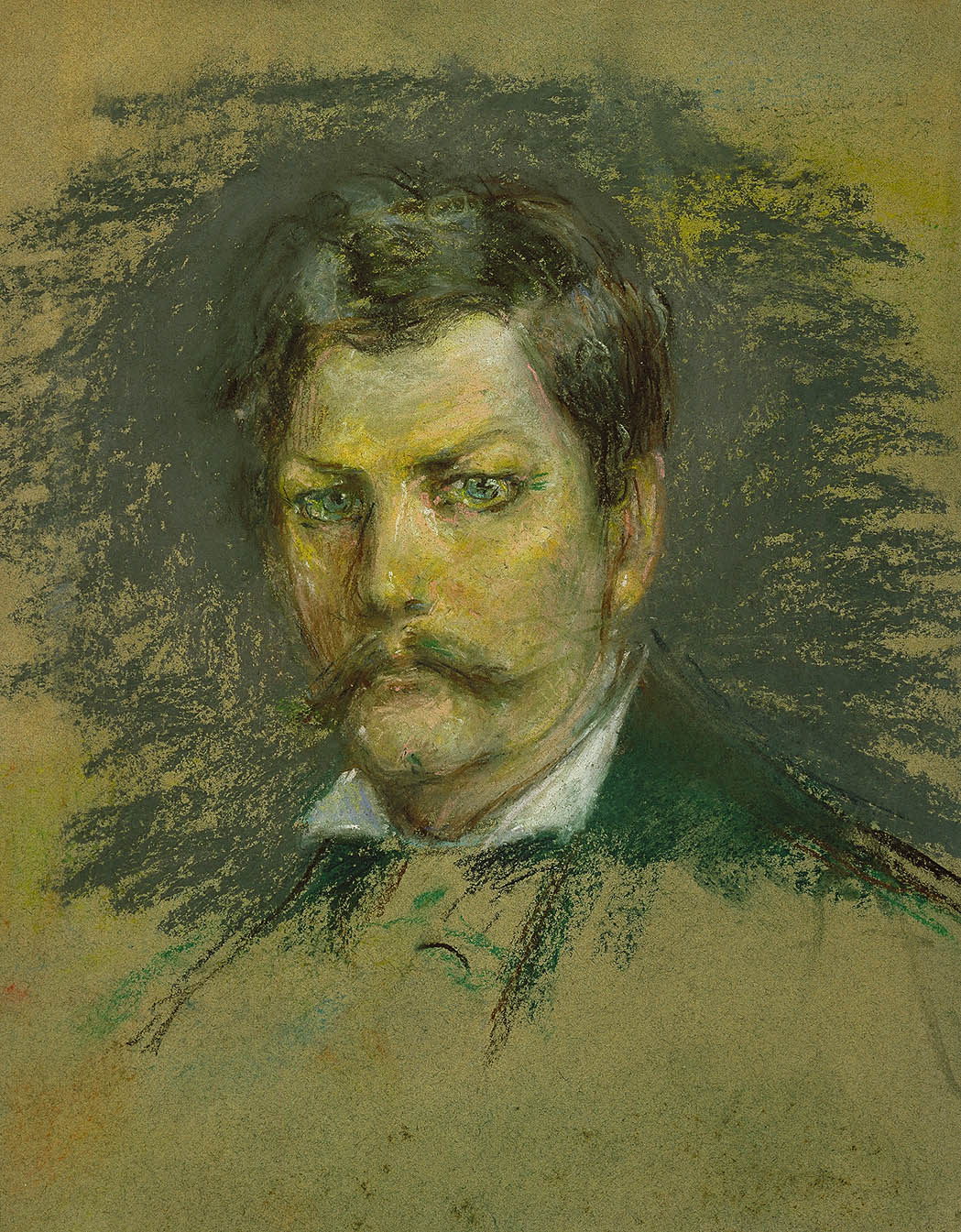
Портрет Генри М. Стэнли